# El Volcán (San José de Maipo)
El pueblo El Volcán es una localidad de la comuna de San José de Maipo, Provincia de Cordillera de la Región Metropolitana de Santiago. Se encuentra a 80 km de la ciudad de Santiago de Chile a 1400 metros sobre el nivel del mar, muy cerca de Baños Morales, Baños Colina y el límite internacional de Paso de Agua Negra (Chile, Argentina).
La localidad que se ubica a un costado del Río Volcán (Chile), es un atractivo turístico nacional e internacional por su belleza natural.
Se puede avistar muchos animales y flores cordilleranos como: cactus, dedal de oro, cola de zorro, tucúquere, Cóndor de los andes, Puma chileno y zorro colorado.
Es muy fácil de llegar desde la comuna de Puente Alto, por la Ruta G-25 ¨camino al volcán´. En el km 64, se encuentra el pueblo el Volcán. 
Según el servicio de mapas de Google, se puede encontrar este pueblo como `Villorrio El Volcán, Santiago´ pero para el municipio, la provincia y la gente que habita ahí el nombre es Pueblo El Volcán.

## Historia
Este pueblo nace gracias a la explotación del cobre (1841- 1976) y del yeso. La mayor extracción de cobre salió de tres famosas vetas: "La Poderosa”, ”el Volcán” y ”las Merceditas”. 
La extracción del yeso se hacía cerca del actual Baños Colina y se transportaba en aerocarril hasta el Pueblo el Volcán, con el objetivo de transportarlo con el tren de carga militar.
En un momento de la historia, el pueblo El Volcán era una ciudad minera (1925); todavía se puede encontrar los vestigios de esa época. Contaba con un cine para los trabajadores de la mina, que después se convirtió en una escuela primaria.
El Ferrocarril Militar de trocha angosta, que recorría una distancia de 60 km entre Puente Alto y el pueblo el Volcán, llegó al pueblo 1914 y transportaba solamente carga. En 1950 comenzó el transporte de pasajeros y En 1985 deja de funcionar completamente.
Actualmente no hay más de 100 personas viviendo allí.
Luego de varios factores económicos y sociales (1975), se cierra la extracción del cobre y comienza a despoblarse el Pueblo el Volcán. Luego cierran el ferrocarril y la escuela primaria.

## Turismo
Desde enero del 2014, el camino está asfaltado, facilitando el acceso al lugar y provocando un aumento de la locomoción publica por día en 2015.
Actualmente, el Pueblo el Volcán recibe a turistas durante todo el año.
La flora y la fauna de lugar son netamente cordilleranas y el clima es muy estacionario y seco.
En invierno, puede nevar hasta 30 cm. Muchas personas visitan el pueblo para disfrutar la nieve.
En el verano, la temperatura puede subir hasta 30 °C al sol. El río Volcán pasa por al lado del pueblo. También hay muchos arroyos y cascadas en el verano a causa de los deshielos y la cordillera se tiñe de verde.
El pueblo el Volcán posee los distintos servicios turísticos como: POSTA DE EMERGENCIAS, cabalgatas, restauran, kiosco, camping, pic-nic, hospedaje, pan amasado, queso de cabra (en septiembre) majadas, chicha y mucho más...
También en frente de la plaza principal se encuentra el Refugio de Descanso de la Policía de Investigaciones de Chile(P.D.I) 

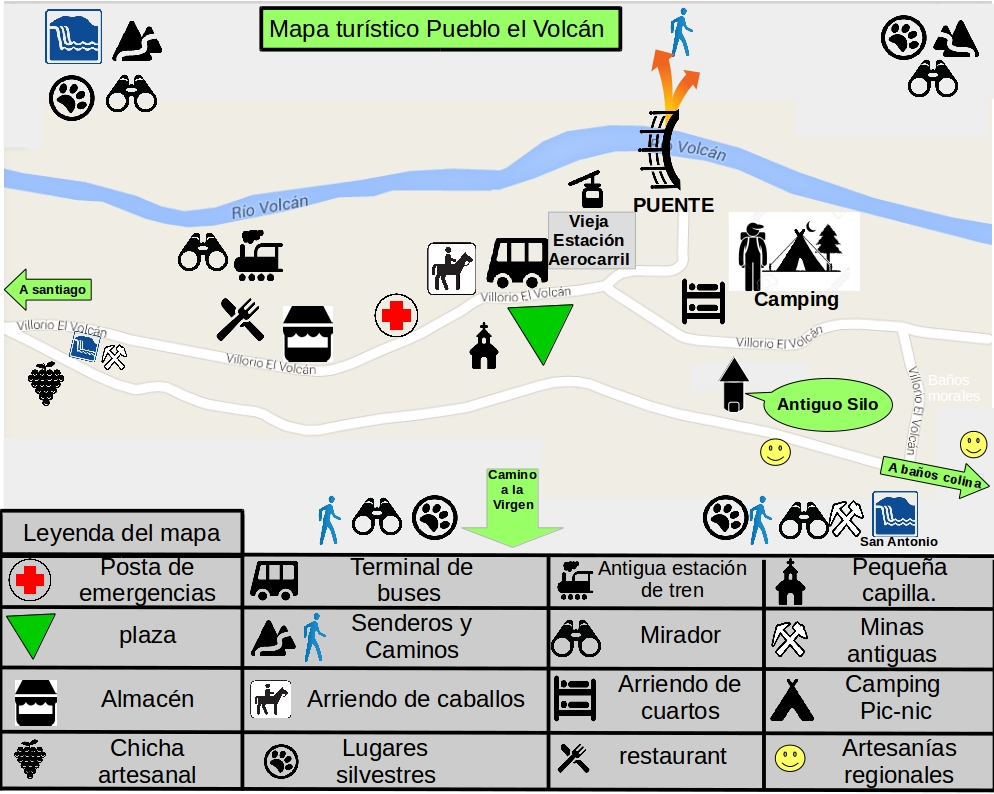
atractivos y servicios del pueblo el volcán

## Galería de Fotos

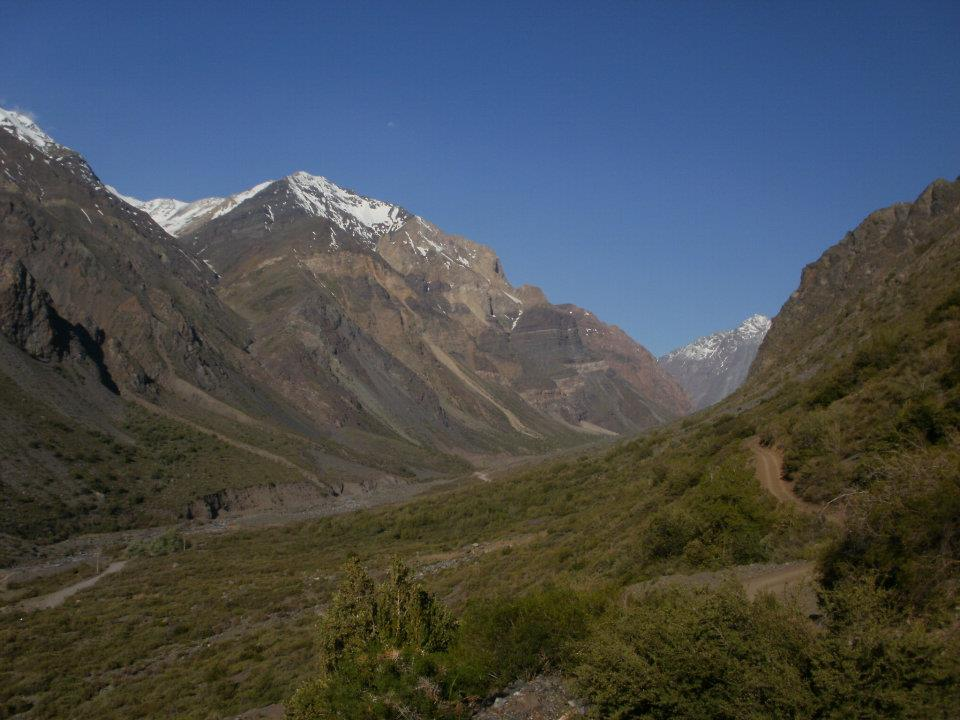
Paisaje andino
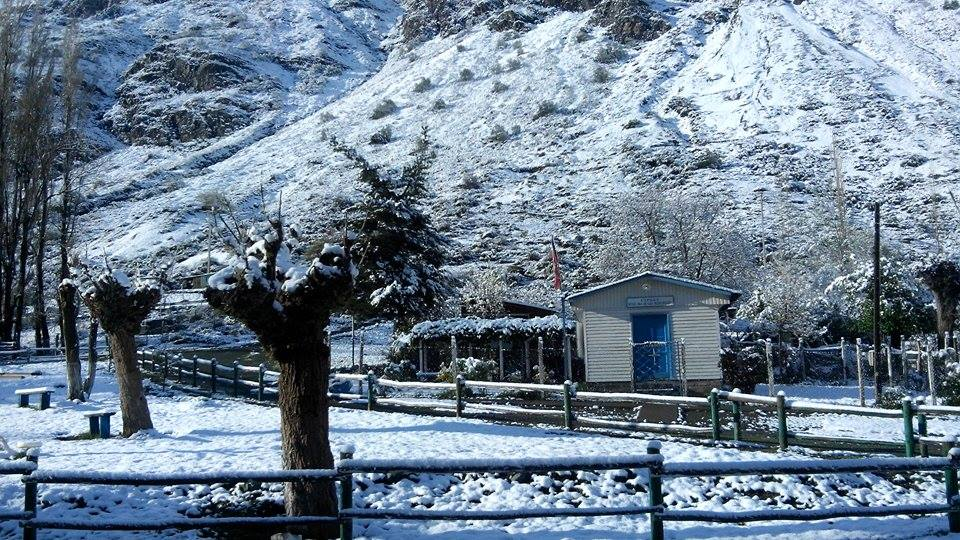
Capilla del pueblo
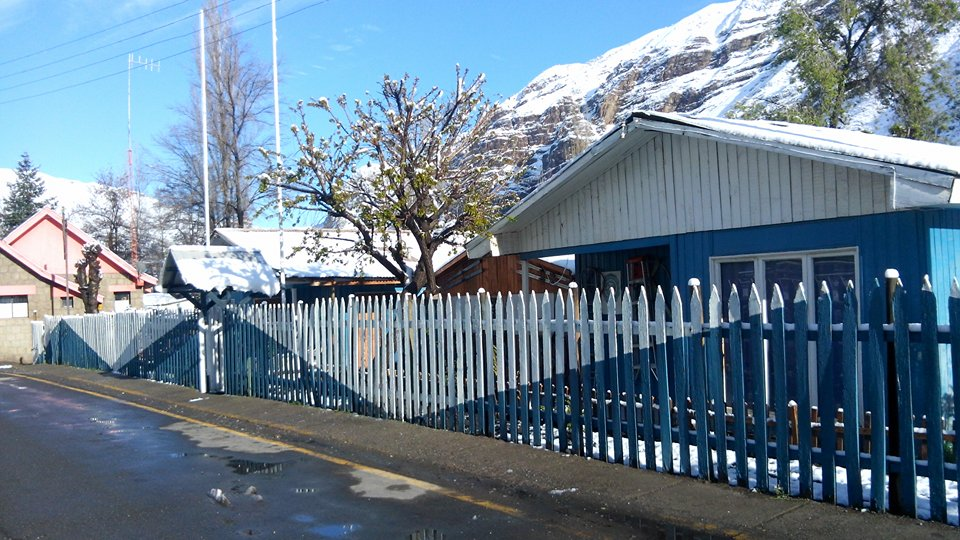
Refugio andino
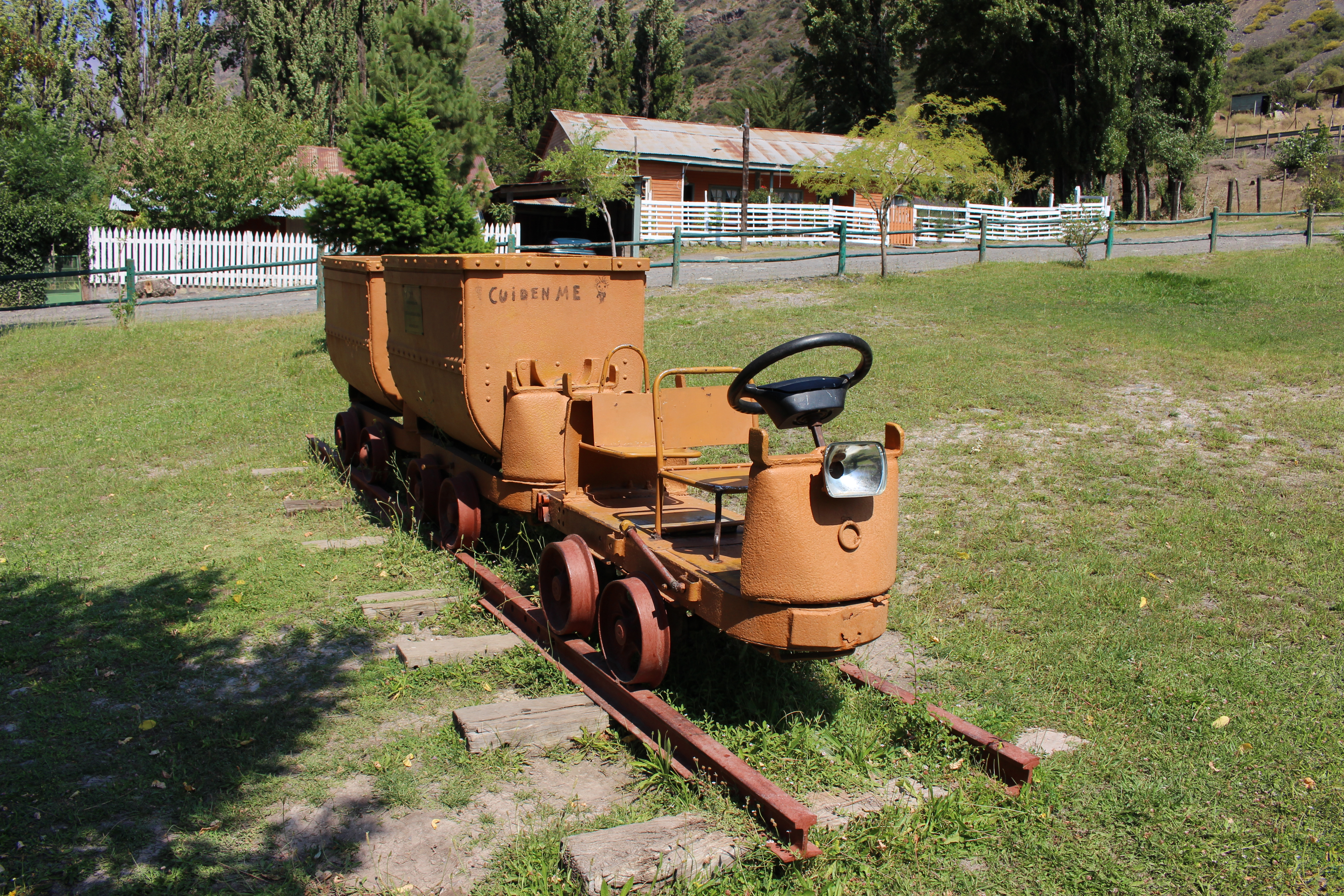
Carros mineros